# Polícia Nacional (França)
A Polícia Nacional (Police Nationale) é a corporação nacional da polícia civil da França. Está ligada ao Ministério do Interior. Os policiais da Polícia Nacional são servidores do Estado.

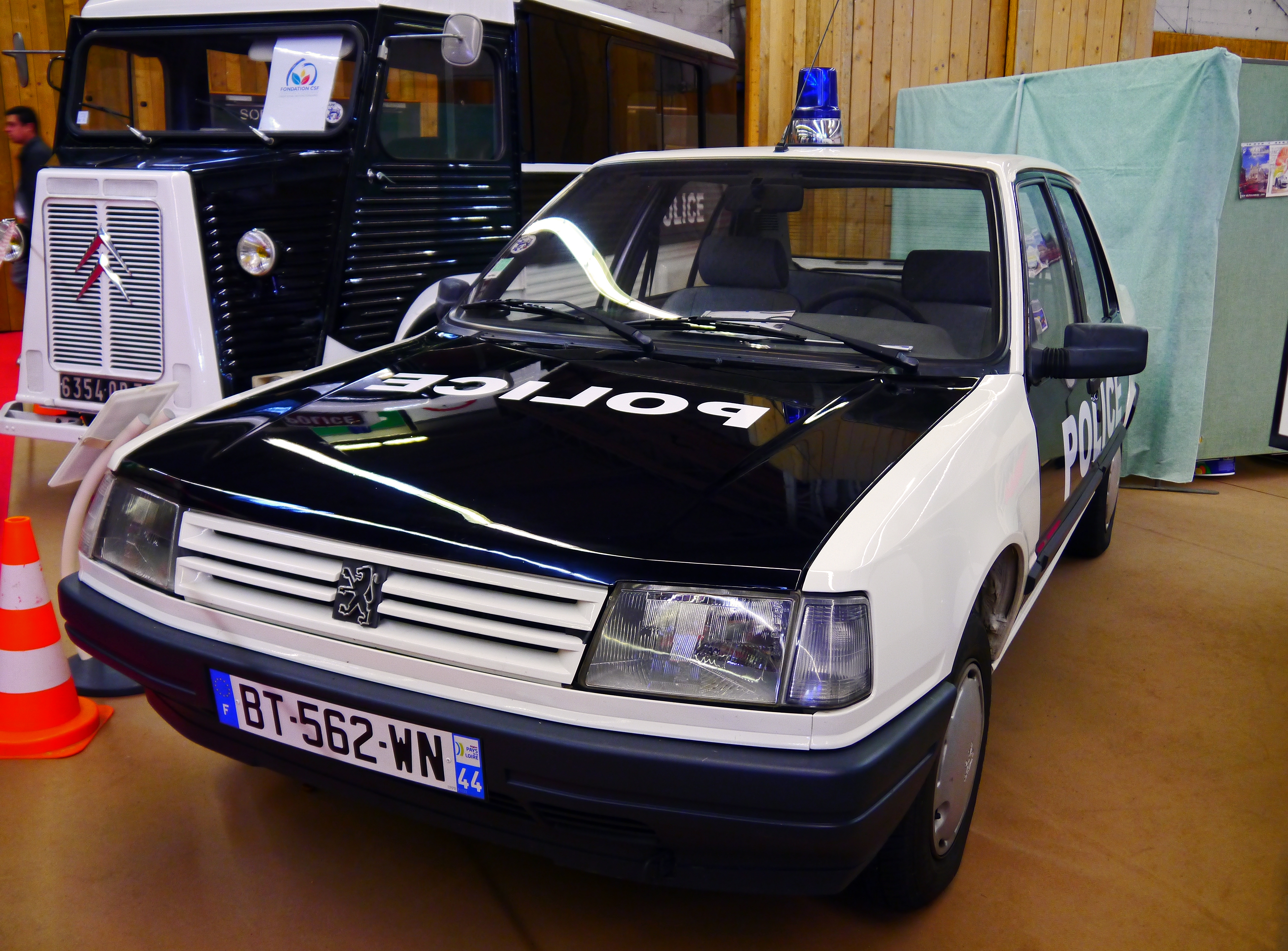
Viatura com antiga caracterização.

Os seus telefones de urgência são 17 ou o 112, a chamada é gratuita e funcionam os sete dias da semana, vinte e quatro horas por dia.

## Fundamentos da Polícia Nacional
A criação desta corporação decorre da Declaração dos Direitos do Homem e do Cidadão de 1789, que tem força de dispositivo constitucional.
- artigo 12: "A garantia dos direitos do homem e do cidadão necessita de uma força pública: esta força é ora instituída em benefício de todos e não para uso particular daqueles aos quais ela está subordinada."

## Missões da Polícia Nacional
Uma definição das atribuições da Polícia Nacional está prevista no artigo 1º do Código de Deontologia da Polícia Nacional: A Polícia Nacional concorre sobre a totalidade do território para a garantia das liberdades, defesa das instituições da República, para a manutenção da paz e da ordem pública e a proteção das pessoas e bens.
Em conseqüência, as missões da Polícia Nacional foram reguladas pela Lei de 21 de janeiro de 1995, que no artigo 4º as enumera:
- o combate à violência urbana, a pequena delinqüência e a insegurança das ruas;
- o controle da imigração irregular e o combate ao emprego clandestino;
- a repressão às drogas, ao crime organizado e à grande delinqüência econômica e financeira;
- a proteção do país contra o terrorismo e as agressões aos direitos fundamentais da nação;
- a manutenção da ordem pública.

A lei determina que essas atribuições devem ser desempenhadas com respeito ao código de ética da Polícia Nacional.

## Histórico

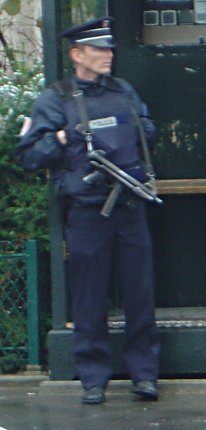
O Guarda da Paz.

A denominação de  "Polícia Nacional" foi estabelecida pela primeira vez sob o governo de Vichy, pela Lei de 23 de abril de 1941. Essa lei submeteu as polícias municipais à autoridade policial em lugar dos prefeitos. A estrutura policial passou a ser ordenada e as diversas atribuições claramente identificadas: polícia judiciária, informações e segurança pública. O território foi dividido em três escalões de direção: a região dirigida pela autoridade policial da região, o distrito pela autoridade policial do distrito e a circunscrição pelo comissário.
Essa organização foi substituída em 1944 pela "Sûreté nationale" e, finalmente, pela Lei de 10 de julho de 1966, foi criada a atual Polícia Nacional, incluindo na sua estrutura a "Préfecture de Políce de Paris".
Da metade do século XX até 1984, a Polícia Nacional prestava atendimento médico de urgência, serviço transferido posteriormente ao Corpo de Bombeiros, entretanto, as CRS (Companhias Republicanas de Segurança) participam em caráter permanente de resgates nas montanhas e vigilância das praias.

## Organização da Polícia Nacional
A Polícia Nacional está subordinada ao Ministério do Interior, do qual se constitue numa de suas diretorias, a DGNP - Direção Geral da Polícia Nacional. Há uma exceção em Paris, onde está subordinada à Chefia de Polícia de Paris (Préfecture de Police - PP), sob a autoridade direta do referido ministério.
Os funcionários da polícia

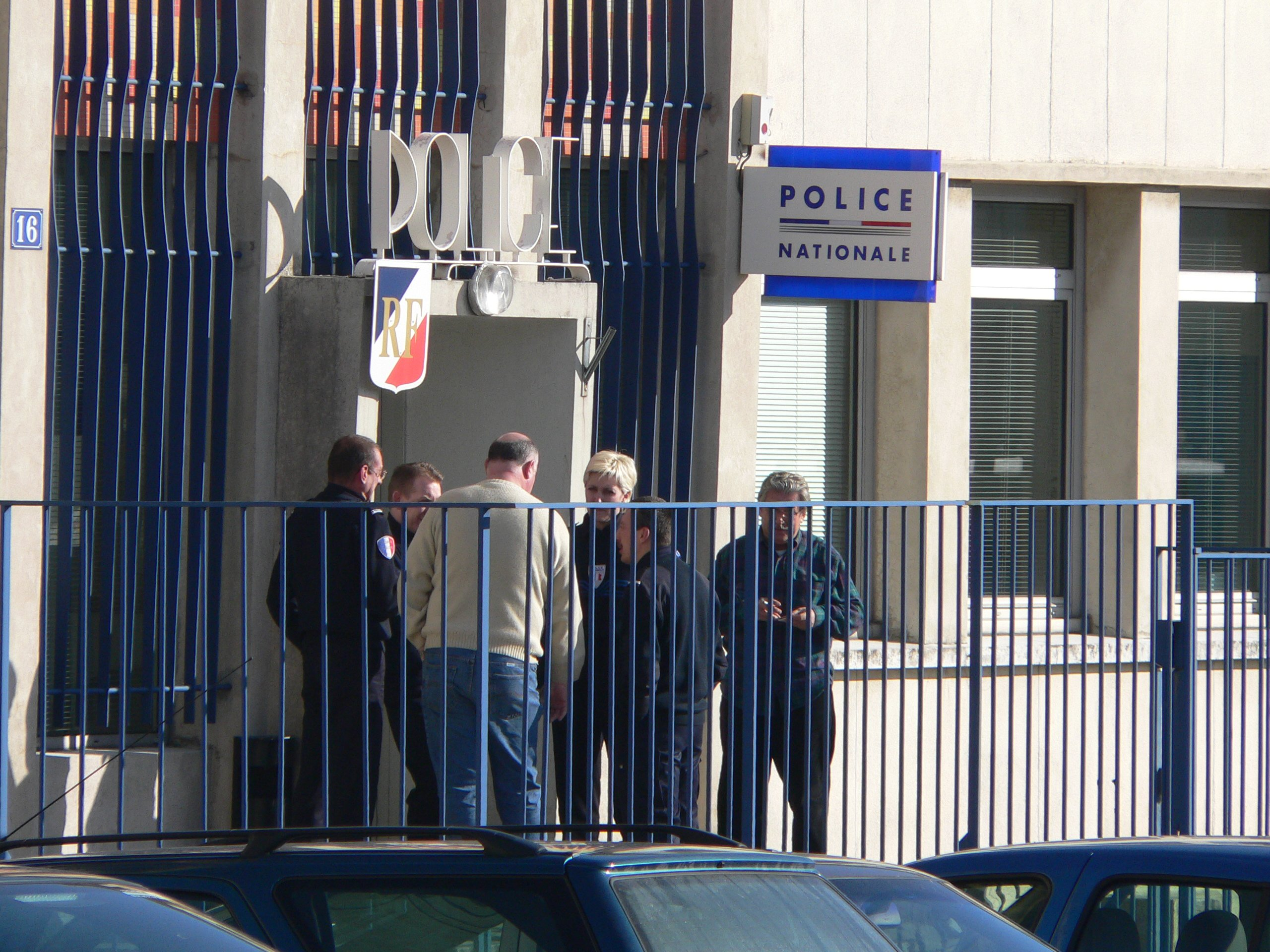
Comissariado de Policia.

São quatro categorias de funcionários em exercício na Polícia Nacional:
- Policiais - 130.000
- Administrativos - 12.000
- Científicos - 1.100
- Técnicos - 2.700

Policiais
Na França, desde 1995, a distinção entre a polícia uniformizada e a polícia a paisana foi atenuada através da unificação dos quadros funcionais.
Corpo de doutrina e direção:
- Diretor Geral de Policia Nacional

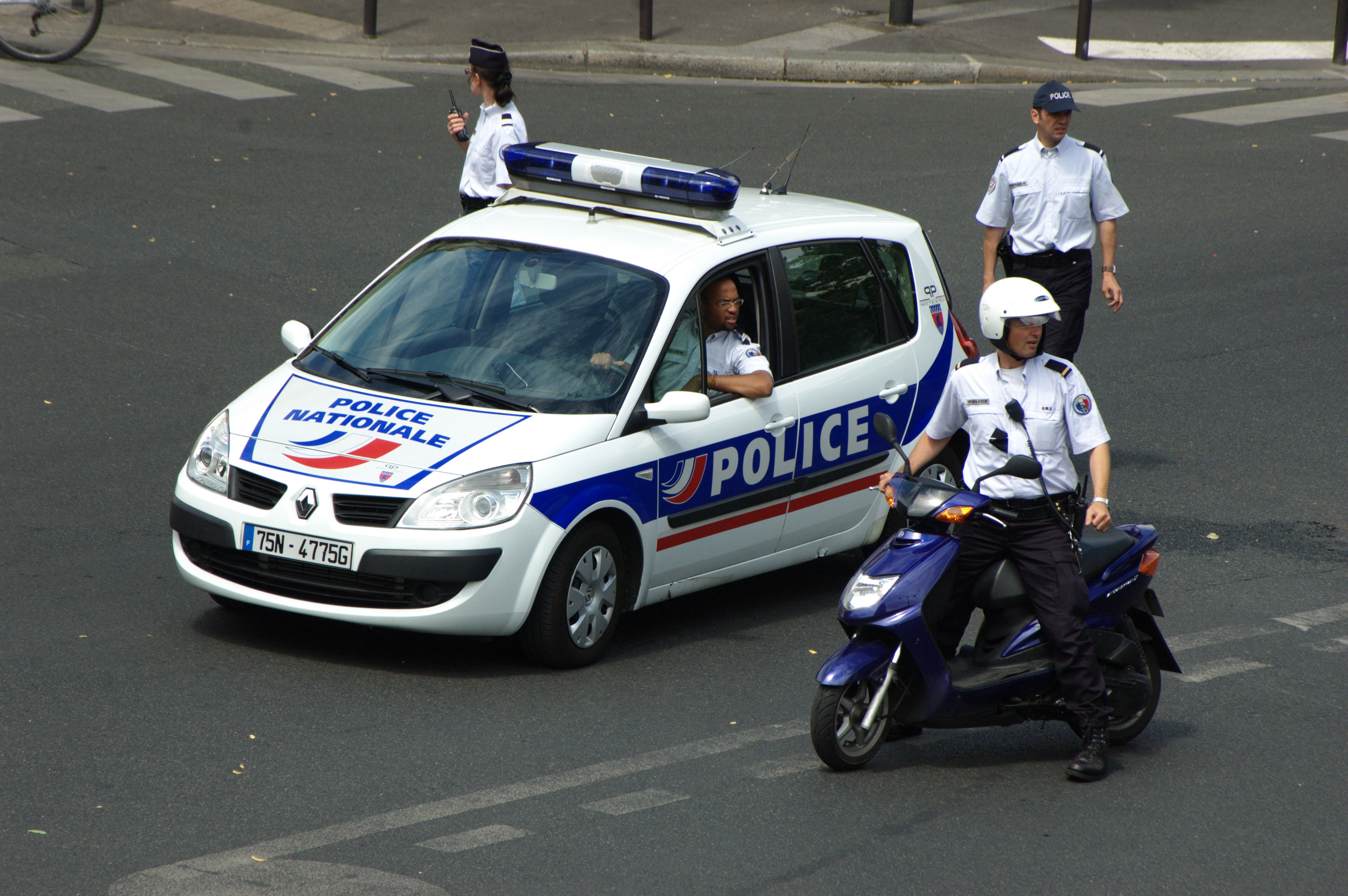
Viatura da Polícia Nacional e policiais da corporação.

- Diretor dos Serviços Ativos (ou da atividade operacional)
- Inspetor Geral
- Corregedor Geral
- Comissário Geral
- Comissário Divisionário
- Comissário Principal
- Comissário de Polícia
- Comissário de Polícia estagiário
- Comissário aluno

Corpo de comando e administração:
- Comandante Divisionario de Policia em funções
- Comandante Divisionario de Policia
- Comandante de Polícia
- Capitão de Polícia
- Tenente de Polícia
- Tenente de Polícia estagiário
- Aluno Oficial de Polícia

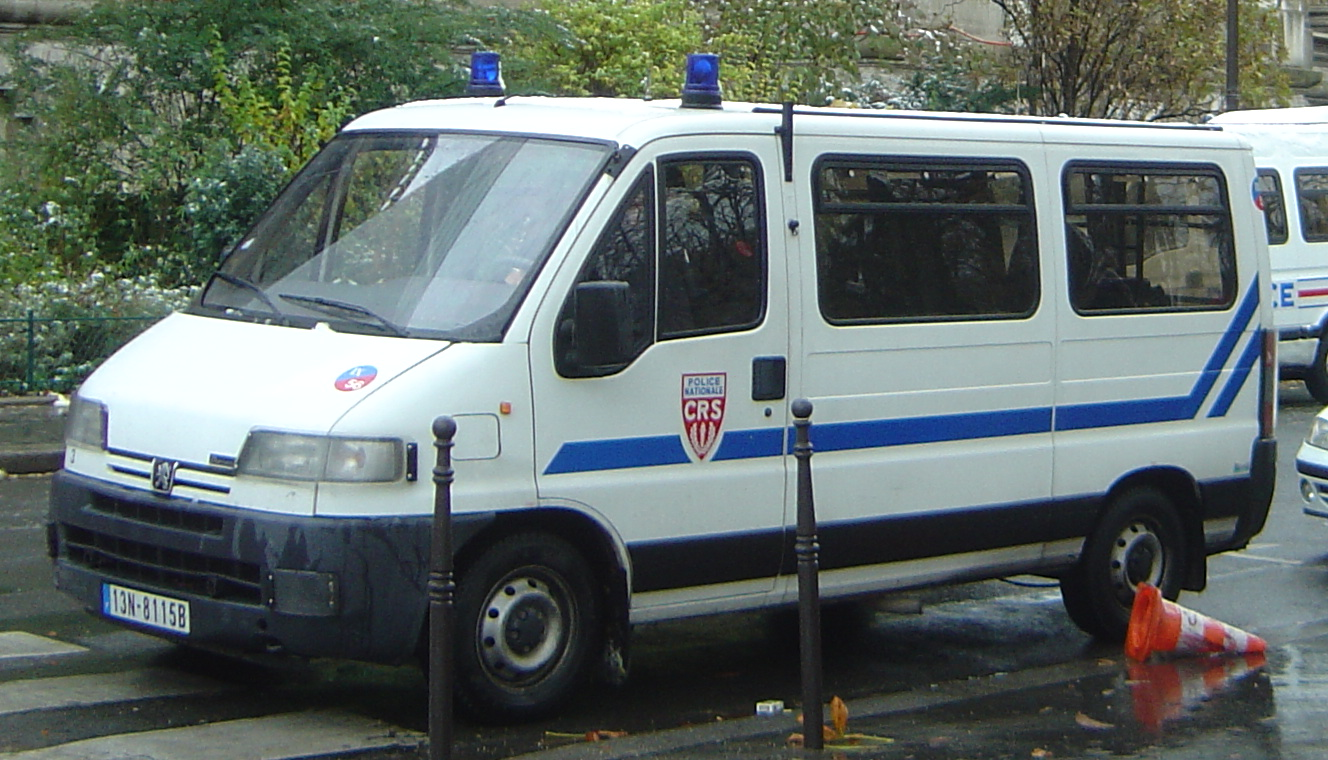
Furgão da CRS.

Corpo de autoridades de policiamento (uniformizado)
- Major de Polícia
- Brigadeiro-chefe de Polícia
- Brigadeiro de Polícia
- Sub-Brigadeiro de Polícia (guardas da paz com mais de 12 anos de serviço)
- Guarda da Paz (Gardien de la Paix)
- Guarda da Paz estagiário
- Guarda da Paz aluno

Reservistas
- Adjuntos de segurançaOficial motociclista.
- Cadetes da República

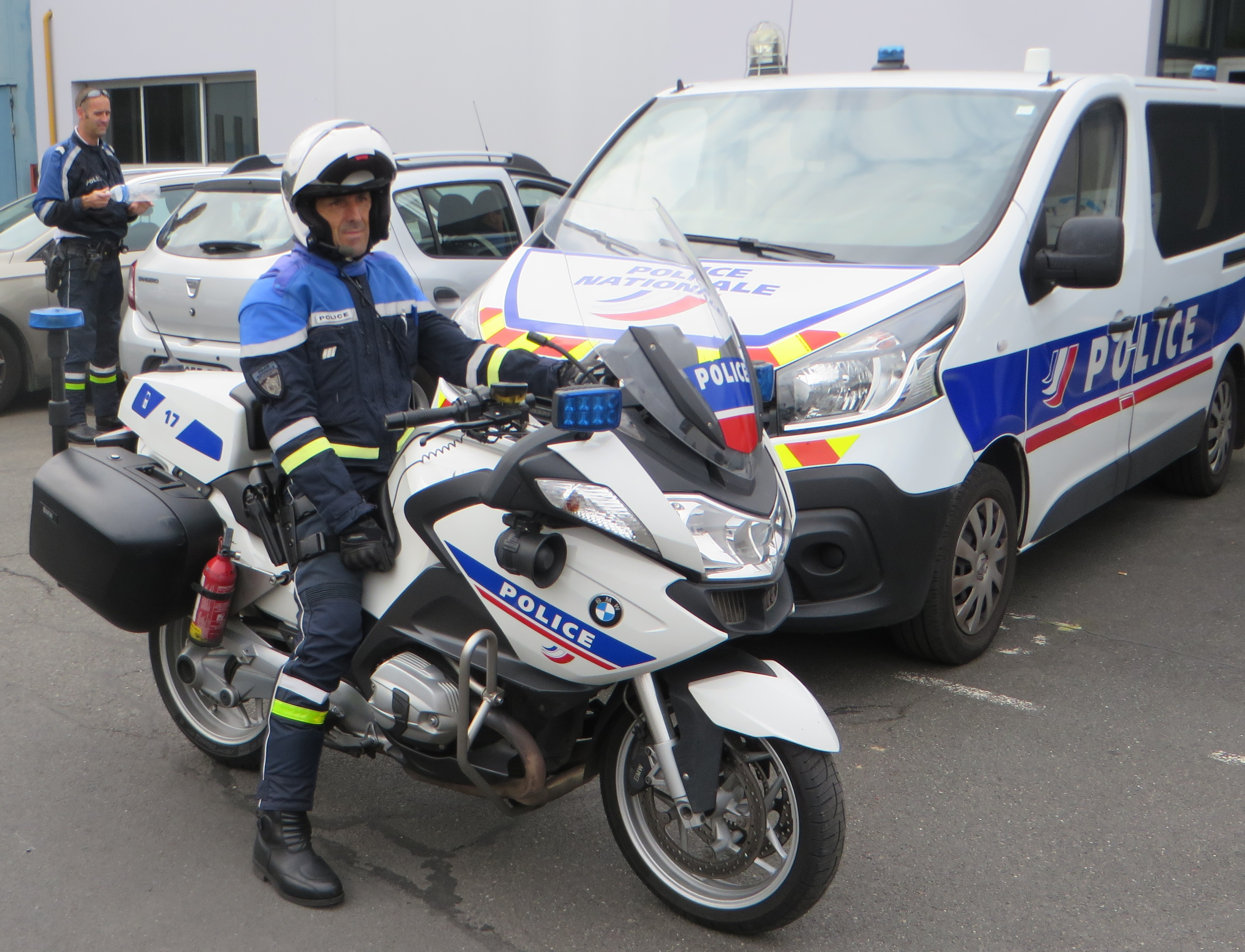
Oficial motociclista.

Após 1997, os adjuntos de segurança são recrutados por cinco anos e participam das missões da Polícia Nacional. Para assegurar a plena execução da política de igualdade para todos, em 2005 foi criado um corpo de cadetes da República, favorecendo o acesso aos concursos de ingresso na instituição.
Funcionários administrativos

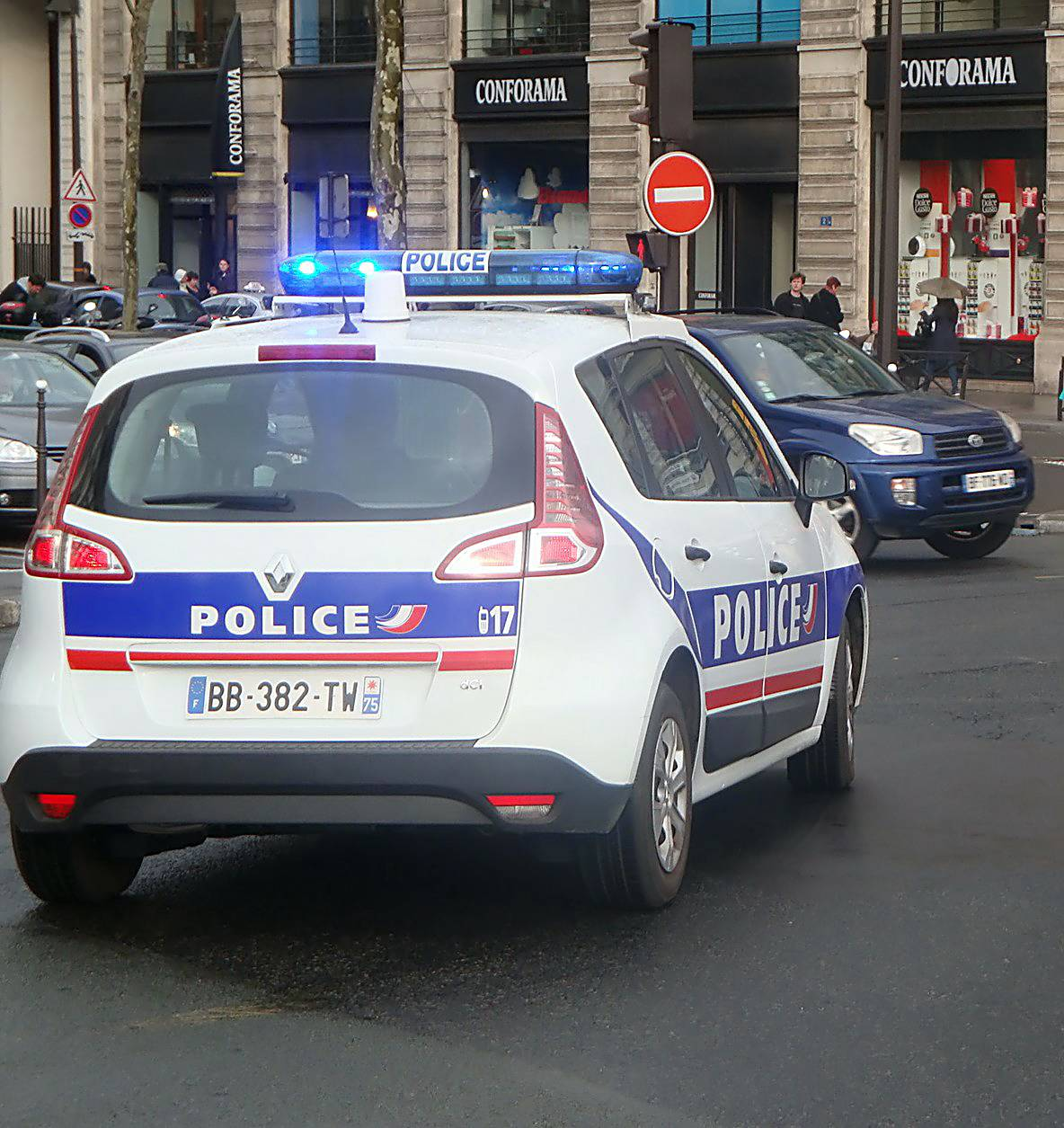
Viatura policial em Paris (2011).

Estão divididos em quatro grupos funcionais:
- Adidos administrativos do Interior e Ultramar
- Secretários administrativos
- Adjuntos administrativos
- Agentes administrativos

Funcionários de polícia científica
Divididos em três grupos:
- Engenheiro de Policía Técnico-Científica
- Técnico de Laboratório de Polícia Técnico-Científica
- Agente Especializado de Polícia Técnico-Científica

Funcionários Técnicos
Divididos em três grupos:
- Engenheiros de Sistemas de Informação e Comunicação
- Técnicos de Sistemas de Informação e Comunicação
- Agentes do Sistema de Informação e Comunicação

Outros grupos
- Agentes de serviços gerais
- Operários e cozinheiros

Viaturas
Em geral, um comissariado de polícia conta com seis veículos (quatro automóveis e duas camionetas), oito motos e dois veículos da CRS (Companhia Republicana de Segurança)(uma camioneta e um utilitário). A maior parte dos veículos da polícia francesa são da marca Renault, mas são encontradas outras marcas francesas como Peugeot, Citroën e raramente estrangeiras.
Armas
Sig Sauer SP 2022, Glock 18, HK Ordenace, Unique RR51 - cal. 7,65, Sig Sauer P228.
Equipamento
Os policiais têm a sua disposição um numeroso equipamento, como cassetetes, granadas e lança granadas, algemas, coletes balísticos, aerossol defensivo de gás paralisante ou lacrimogênio, o tazer (pistola de descargas elétricas) etc.

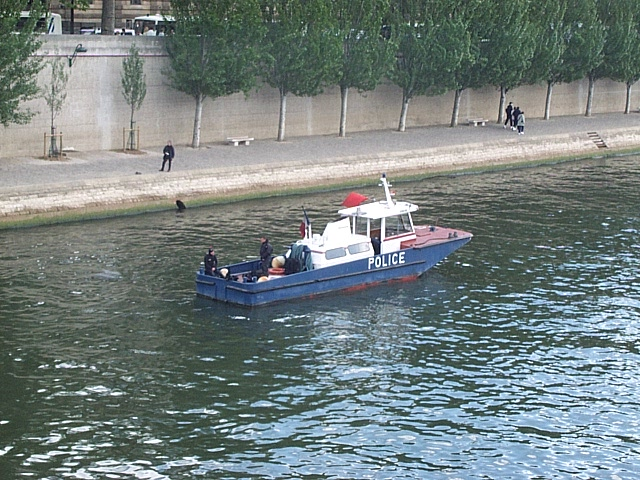
Patrulha fluvial no Rio Sena (Paris).

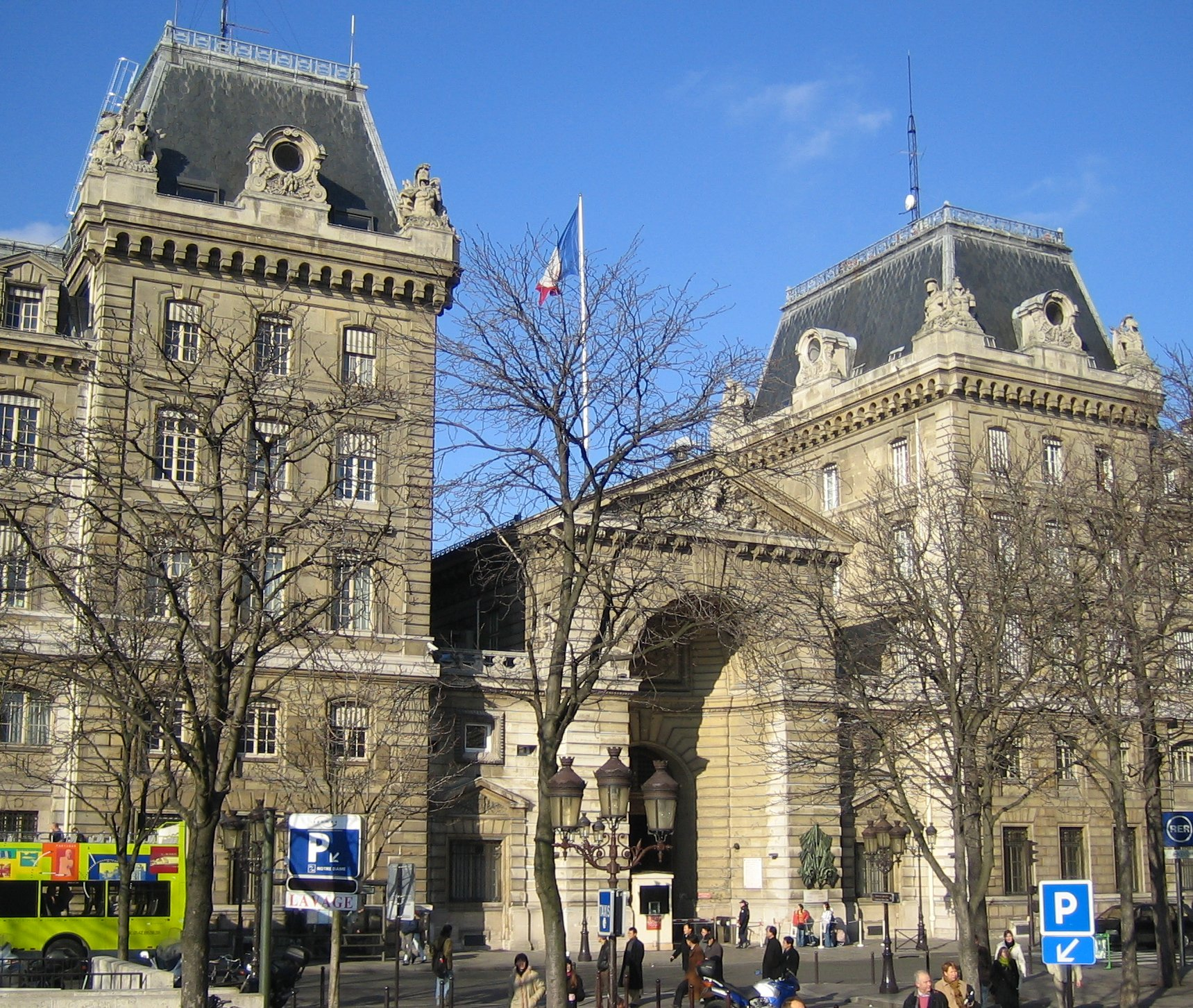
Chefatura de Polícia de Paris.

Estrutura
Direção Geral da Polícia Nacional - DCSP
- Direção Central da Segurança Pública, com um efetivo de 72.300 funcionários
- Direção Central das Companhias Republicanas de Segurança (CRS) - DCCRS, com um efetivo de 15.100 funcionários
- Direção Central da Polícia de Fronteira - DCPAF, com um efetivo de 84.000 funcionários
- Direção Central da Polícia Judiciária(PJ) - DCPJ, com um efetivo de 4.600 funcionários
- Direção Central de Informações Gerais(RG) - DCRG, com um efetivo de 4.100 funcionários
- Direção de Informações - Interior - DRI
- Direção de Formação da Polícia Nacional - DFPN, com um efetivo de 3.200 funcionários
- Direção de Segurança Territorial - DST, com um efetivo de 2.000 funcionários

Dois serviços operacionais
- Serviço de Cooperação Técnica Internacional de Polícia - SCTIP
- Serviço de Proteção às Altas Personalidades - SPHP

Dois serviços administrativos e de fiscalização
- Direção de Administração da Polícia Nacional - DAPN
- Inspetoria Geral da Polícia Nacional - IGPN

Oito unidades especializadas
- Serviço de Informação e Comunicação da Polícia Nacional - SICOP
- Serviço de Vigilância Operacional da Polícia Nacional - SVOPN
- Apoio às Vítimas - DAV
- Missão da luta Antidrogas - MILAD
- Unidade de Coordenação da Luta Antiterrorista - UCLAT
- Serviço de Segurança do Ministério do Interior - SSMI
- Serviço Central de Trânsito - SCA
- Unidade de Buscas, Assistência, Intervenção e Dissuação da Polícia Nacional - RAID[1]

Duas instituições públicas-administrativas
- Escola Nacional Superior de Polícia - ENSP
- Instituto Nacional de Polícia Científica - INPS

Chefia de Polícia de Paris (Préfecture de Police de Paris) - PP
Conta com seis direções que atuam na área de Paris com as mesmas atribuições e poderes dos serviços da Direção Geral da Polícia Nacional
- Direção de Polícia Urbana de Contato (distrital ou circunscricional) - DPUPRenault Scénic com antiga caracterização em Paris.

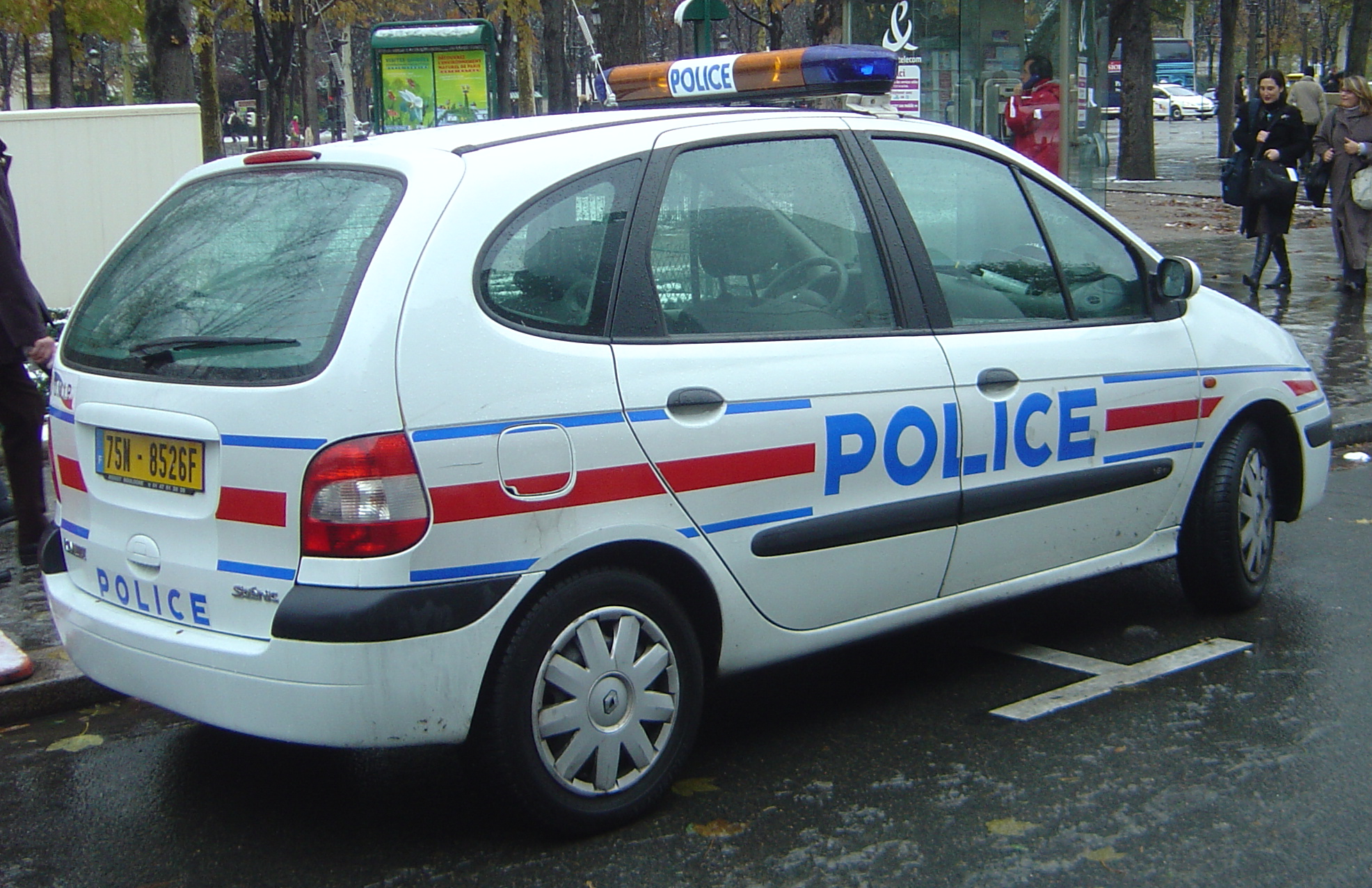
Renault Scénic com antiga caracterização em Paris.

- Direção de Ordem Publica e Circulação - DOPC
- Direção Regional de Polícia Judiciária - DRPJ, com atuação sobre Paris e os três departamentos da pequena coroa (departamentos de Hauts-de-Seine, Seine-Saint-Denis e Val-de-Marne)
- Direção Regional de Informações Gerais - DRRG
- Direção Operacional de Serviços Técnicos e Logísticos - DOSTL
- Inspetoria Geral dos serviços de Paris e pequena coroa

## Desvios funcionais e controle da polícia
Os servidores da Polícia Nacional podem cometer erros, faltas administrativas ou até mesmo infrações penais. Contrariamente às outras pessoas, esse comportamento pode ter conseqüências trágicas porque a Polícia Nacional dispõe dos meios legais para o exércicio da força.
Dois serviços de controle são encarregados de apurar os casos de desvios de conduta dos policiais, tanto nos casos de faltas disciplinares como de infrações penais:
- Inspetoria Geral dos Serviços, com competência sobre Paris e arredores
- Inspetoria Geral da Polícia Nacional, competente sobre o território francês restante

Além desses serviços, a Comissão Nacional de Deontologia da Segurança pode estudar os casos relativos às violações das normas éticas na sua generalidade, atinentes às forças de segurança públicas e privadas. Ela publica um relatório anual, onde presta conta das suas investigações e emite recomendações.

## Vítimas do Dever

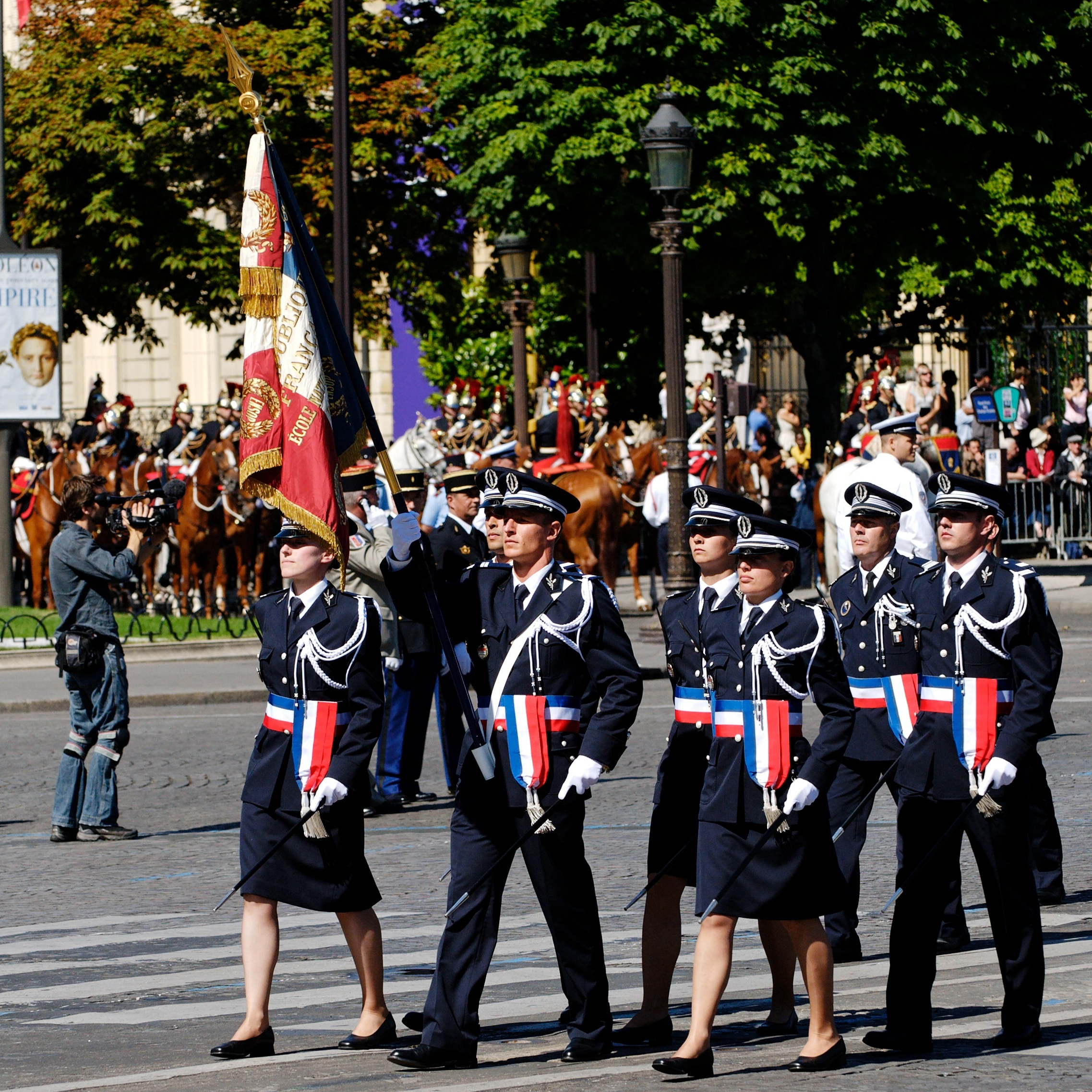
Contingente do curso de oficiais da Escola Superior da Polícia Nacional durante o desfile de 14 de julho.

Todo ano vários policiais morrem em serviço e são reconhecidos como vítimas do cumprimento do dever (victimes du devoir).
Circunstâncias
Os casos mais frequentes são de acidentes nas autoestradas controladas pela polícia, durante perseguições e interceptações.
Localização
A maior incidência ocorre na região de Paris e sudeste da França em decorrência da maior concentração populacional e conseqüentemente de policiais. Existe,também, uma criminalidade maior verificada no sul, de grande concentração populacional.
Números
Nos anos 80 cerca de vinte policiais morreram em serviço. Após dez anos, o número de vítimas do dever baixou para 5 a 10 falecimentos por ano. Isto decorre da modernização dos meios de proteção individual (coletes protetores) e um aperfeiçoamento da formação inicial e continuada. Os suicídios são as causas de numerosos óbitos. Os índices de suicídios entre os policiais é maior que a média francesa.